# Givry (Saona i Loara)
Givry – miejscowość i gmina we Francji, w regionie Burgundia-Franche-Comté, w departamencie Saona i Loara.
Według danych na rok 1990 gminę zamieszkiwało 3340 osób, a gęstość zaludnienia wynosiła 128 osób/km² (wśród 2044 gmin Burgundii Givry plasuje się na 62. miejscu pod względem liczby ludności, natomiast pod względem powierzchni na miejscu 255.).